# Kryptobaatar dashzevegi
Kryptobaatar dashzevegi — вид викопних ссавців ряду Багатогорбкозубі (Multituberculata). Це були дрібні, гризуноподібні ссавці, з черепом завдовжки 3 см. Будова зубів вказує на живленням рослинною їжею. Вони жили в епоху динозаврів, у кінці крейди на території Центральної Азії. Скам'янілі рештки знайдені у пластах формації Дядохта у Монголії.